# Страж (Marvel Comics)
Страж (англ. Guardian) — супергерой, появляющийся в американских комиксах Marvel Comics. Член отряда Альфа.

## Биография
Джеймс Макдональд Хадсон родился в Лондоне, Онтарио, Канада. Мак был младшим из трех детей Фредерика Хадсона II, у каждого из которых была своя мать. Фредерик погиб в драке в баре в возрасте 30 лет.
Во взрослой жизни Джеймс Хадсон работал в Am-Can Oil Corporation и разработал сложный экзоскелетный костюм для поиска подземных нефтяных месторождений. Однако, узнав, что он предназначен для использования в качестве оружия вооруженными силами Соединенных Штатов, он украл костюм у Ам-Кана и разрушил его планы; хотя он оставил костюм, Джеймс взял шлем (который он разработал до Ам-Кана), что сделало костюм непригодным для использования. За ним последовала молодая секретарша по имени Хизер Макнил , объяснившая, что согласна с его решениями и что они могут обратиться за помощью к канадскому правительству. Они признались, что у них обоих возникло сильное влечение друг к другу, и вскоре они поженились.
Чтобы избежать судебного преследования за кражу костюма, Хизер связалась с правительством Канады. Поскольку Джеймс не погасил свой государственный студенческий кредит, Оттава задним числом объявила его государственным служащим, и премьер-министр Пьер Трюдо пригласил его основать секретную программу исследований и разработок Министерства обороны, известную как Департамент H.
Во время медового месяца на охоте Джеймс и Хизер встретили дикого Джеймса Хоулетта. Хадсону пришлось уйти за помощью. Хизер смогла успокоить Хоулетта, когда он обнаружил свои адамантиевые когти, полагая, что он не был на самом деле злонамеренным. Как Росомаха, Хоулетт остался близок с Хадсонами.
Услышав о Фантастической четверке, Джеймс был вдохновлен на создание команды сверхлюдей для работы в Канаде, придумав название Alpha Flight. Он и Хизер начали набор участников. Логан отказался от членства в Alpha Flight, так как чувствовал, что его присутствие и чувства к Хизер противоречат его дружбе с Джеймсом.
Когда Am-Can обанкротилась, правительство Канады завладело иском, разработанным Джеймсом. Назвав себя Оружием Альфа, Джеймсу было приказано схватить своего старого друга Росомаху и вернуть его в Отдел H. Он потерпел неудачу и случайно ранил Мойру МакТаггерт . После этого инцидента он взял имя Виндикатор, чтобы искупить свою вину. В нескольких других случаях команды Alpha Flight Хадсона выступали против Людей Икс.
После роспуска Департамента H Джеймс переехал в Нью-Йорк для работы в Roxxon Oil , где нашел квартиру по адресу 569 Leaman Place , Brooklyn Heights . Эта работа была ловушкой его старого врага Джексона, который сформировал Отряд Омега , чтобы сразиться с Хадсоном и его командой. Джексон был убит при использовании робота Box . Однако в результате их битвы костюм Стража перегрузился и взорвался, по-видимому, убив его.

## Становление киборгом
Однако через некоторое время выяснилось, что Джеймса засосало через пространственный разлом. Джеймс вернулся киборгом. Члены расы Куурллн нашли его и ошибочно подумали, что костюм был частью его тела. Таким образом, они привязали его к нему, делая ремонт и исцеляя его тело. Они изменили его, думая, что он станет полезной резервной копией, если Галактус прибудет, поскольку они знали, что пожиратель мира был остановлен землянами в прошлом.
Они отправили его обратно на корабле, но его нашли Роксоны. Роксон попытался использовать свои компьютерные системы. Мэдисон Джеффрис также попросили помочь решить «компьютерную проблему». Киборгский разум Джеймса был слишком силен, поэтому они попытались отключить его от системы жизнеобеспечения. Он ответил, уничтожив объект, но Джеффрис смог сохранить ему жизнь. Он был далек от компьютерной стороны, часто преобладающей над его человеческой стороной, что очень беспокоило его товарищей по команде и жену.
Галактус вскоре приблизился к чужой планете. Туда была перевезена большая часть отряда Альфа и Мстителей . Всех их затянуло в другое измерение, при которых Галактуса удалось остановить. Но это также означало, что ему не хватало энергии для питания устройства, которое могло бы переместить их всех обратно в правильное измерение. Костюмы Джеймса и Хизер могли управлять достаточным количеством энергии, чтобы помочь Галактусу, но этот процесс, вероятно, был фатальным. Джеймс импульсивно нокаутировал Хизер, передал ее своим товарищам по команде и, казалось, пожертвовал собой, чтобы отправить остальных домой.
Он был найден Хозяином Мира каким-то образом в другой области космоса. Джеймсу промыли мозги, чтобы он возглавил новую версию Omega Flight в качестве Antiguard в попытке Мастера захватить Канаду. Очевидно, новое программирование и ремонт противодействовали инопланетянам, и Джеймс вернулся к нормальной жизни.
Позже Джеймс узнал об истинных планах Департамента H после восстановления Alpha Flight. Они попытались убить его, оснастив его доспехами, чтобы телепортировать его в космос. Младший клон Хадсона был создан и отправлен Департаментом H, чтобы возглавить команду.
Однако Джеймс упал обратно на Землю и был найден в Антарктиде Сасквочем и Шаманом . Вместе с Northstar и Aurora они противостояли другим своим товарищам по команде. Клон Хадсона был убит в бою, помогая остальным сбежать из AIM.
Хотя были некоторые трудности, и в какой-то момент был упомянут развод, кажется, что Джеймс и Хизер возродили свои отношения. Хизер родила дочь. Однако на Джеймса напал мошенник из Департамента H, одержимый Хизер, что чуть не разрушило счастье новой семьи.
Джеймс отправился в космос вместе с остальной частью отряда Альфа, наблюдая за возвращением яиц Plodex.
Отряд Альфа пал в битве против Коллектива . Майкл Пойнтер, мутант, ставший Коллективом, находится под стражей канадского правительства. В тюрьме к нему подошел Сасквотч. Снежный человек предлагает Майклу Пойнтеру компенсировать свои поступки как коллектив, став новым Стражем в новой ведущей суперкоманде Канады Omega Flight.
Когда Отряд Альфа попытался помешать Коллективу въехать в Канаду, Пак, майор Мэйпллиф, Шаман, а также Мак и Хизер Хадсон были убиты. Они вернулись к жизни во время войны Короля Хаоса со всей реальностью, когда врата в Преисподнюю остались открытыми.
Вскоре после своего возвращения к жизни Джеймс реформировал Alpha Flight со многими из его старых членов. Они обратились к канадскому правительству с просьбой возобновить выполнение обязанностей по защите своей родины.
Джеймсу и Хизер было трудно вернуться из мертвых, особенно когда они узнали, что больше не имеют опеки над своим ребенком Клэр . Опека была передана семье после того, как двое из них умерли. Им даже пришлось пойти в суд, чтобы вернуть ребенка. Но защита сообщила судье, что ребенок будет подвергаться чрезвычайному риску, если его воспитают супергерои.

## Силы и способности
Многие из способностей Хадсона изначально проистекали из его боевого костюма Стража ; однако позже он был преобразован в киборга, и эти силы стали его частью.
Хадсон - опытный изобретатель и инженер, а также хороший рукопашный боец. Костюм имеет очень сложную навигационную систему. Хадсон, кажется, может скрыть свои металлические черты лица, если захочет.
Костюм Хадсона увеличивает его силу, чтобы он мог поднимать примерно 3,5 тонны.

### Способности боевого костюма
Сверхзвуковой полет.

Способность позволить гравитации двигать костюм на запад с высокой скоростью. Визуальный эффект можно спутать с телепортацией и/или маскировкой. Он наиболее эффективен при использовании вблизи магнитных полюсов Земли.

Бронежилет.

Защитное силовое поле, которое автоматически срабатывает при использовании способности гравитации.

Вспышки.

УЗИ.

Сотрясающие электромагнитные лучи. Изначально они были предназначены для бурения скал.

Электромагнетизм для «рассеивающих лучей», электростатических зарядов и других эффектов.

Поднятие объектов с помощью «гравитонного луча».

Ограниченная способность генерировать и контролировать плазму, часто в форме воронки или вихря.

Умение взаимодействовать с компьютерами.

Разум Хадсона подобен компьютеру и может получать доступ к нейронным частотам или блокировать их.

## Другие версии

### Marvel Zombies
На Земле-2149 можно увидеть зомбированного Стража, атакующего Людей Икс вместе с зомбированными версиями Отряда Альфа. Он убит, когда Магнето скальпирует его металлическим лезвием. Позже Рид Ричардс осматривает его тело на вертолете SHIELD Helicarrier.

### Cold War
На Земле-3240, где никогда не заканчивалась холодная война, Хранитель был вторым мужем Хизер Хадсон. (Ее предыдущим мужем был Логан , которого она убила, находясь под контролем Оружия Икс.) Этот Страж обладает почти такими же способностями, как и Страж Земли-616.

### Ultimate
На Земле 1610 года версия Ultimate Universe Хадсона является ветераном войны в Персидском заливе без питания и шерифом Порт-Сент-Люси, Флорида, и был знаком с Росомахой, который также познакомил его со своей женой Хизер. Росомаха доверил ему воспитание сына от Магды, также известной как «Ведьма Вундагора ». Хадсон назвал его Джеймсом Хадсоном-младшим (который позже стал Джеймсом Хоулеттом после того, как Джеймс обнаружил своего настоящего отца). В конечном итоге Джеймс проявил исцеляющий фактор и когти в Ultimate Comics : X.

## В других СМИ

### Телевидение
Хадсон появляется в первом мультсериале Люди Икс под кодовым названием Виндикатор, озвученный Барри Флэтменом. Он вступил в сговор с главой Alpha Flight, чтобы заставить Росомаху вернуться в Канаду, чтобы они могли провести эксперименты по выживанию в адамантиуме .процесса склеивания и, если возможно, извлечь адамантий из его скелета, невзирая на возможность убийства Росомахи. Он чувствовал себя сильно преданным Росомахой, покидающим Отряд Альфа, и использовал это как оправдание своих действий. Он также обманул свою команду, заставив поверить, что он возвращает Росомаху в команду. На протяжении всей битвы с Логаном он мог использовать свое силовое поле, чтобы защитить себя от когтей Росомахи. Однако, когда это не удалось, он оказался во власти Логана. Росомаха сказал ему, что единственная причина, по которой он все еще дышал после битвы, заключается в том, что он любил жену Воздаятеля Хизер. Он также пригрозил, что, если он или Отряд Альфа снова придут за ним, все ставки будут сняты.

### Видеоигры
Страж также появляется как NPC в X-Men Legends II: Rise of Apocalypse, озвученный Джимом Уордом. Он и Виндикатор встречаются на заброшенном объекте «Оружие Икс». У Стража есть личный диалог с Росомахой.

Страж появляется как игровой персонаж в игре Marvel Super Hero Squad Online.

Страж появляется в качестве игрового персонажа в Marvel Contest of Champions.

### Игрушки
В 2008 году Hasbro выпустила фигурку Стража в своей линейке Marvel Legends, которая была эксклюзивной для Walmart.

В 2019 году Hasbro выпустила еще одну фигурку Marvel Legends, которая поставлялась с частью Build-A-figure другого канадского персонажа Вендиго.